# Poudenas
Poudenas település Franciaországban, Lot-et-Garonne megyében. Lakosainak száma 200 fő (2022. január 1.). Poudenas Réaup-Lisse, Fourcès, Montréal, Mézin, Sainte-Maure-de-Peyriac és Sos községekkel határos.

## Népesség
A település népességének változása:
| Lakosok száma | 347  | 309  | 274  | 251  | 246  | 253  | 254  | 223  | 207  | 200  |
|               | 1968 | 1982 | 1990 | 2006 | 2013 | 2015 | 2017 | 2019 | 2020 | 2022 |